# خطوط أنابيب الفحم
خطوط أنابيب الفحم هي خط أنابيب لنقل الفحم من المنجم إلى مكان إستهلاكه. تستخدم الشاحنات الكبيرة لنقل الفحم للمسافات القصيرة ولكن يتم استخدام القطارات والسفن للمسافات الطويلة. بعض الأحيان يتم استخدام خطوط الأنابيب لكونها اقتصادية. أيضا يتم استخدامها لكون عدم وجود خطوط سكك حديد أومجرى مائي لنقل الفحم أوعند نقله لمسافات طويلة.
هناك نوعان من أنابيب الفحم: النوع الأول (Slurry) يستخدم خليط من الماء والفحم المسحوق وتكون النسبة الوزنية 1:1. النوع الثانى (Log) فيستخدم الفحم المضغوط بحيث يصل قطره من 5 إلى 10% أقل من قطرالأنبوب وطوله يكون حوالى ضعف قطر الأنبوب. تكون نسبة الفحم إلى الماء حوالى 3 أو 4 :1.
يجب أن تكون نسبة الرطوبة بالفحم قليلة جدا حتى يتم حرقه بكفاءة، لذلك يتم تجفيف الفحم عند وصوله لمحطات الطاقة. يتطلب النوع الأول (Slurry) الكثير من التجفيف وإلا ستكون كمية الطاقة المنتجة أقل في حالة عدم التجفيف الجيد. أما النوع الثانى (Log) فلا يحتاج للكثير من التجفيف لأنه يتم ضغطه وإخرج الماء. تتم عملية التجفيف عن طريق تبخير الماء.
تستهلك مجطات الطاقة الكبيرة كميات كبيرة من الفحم يوميا كافية لملئ مئات العربات لنقلها. بعض المناطق مثل جنوب غرب الولايات المتحدة يكون من الصعب نقل الفحم بالماء وذلك لافتقارها بالماء حيث تستهلك محطة الطاقة هناك 2.4 مليون جالون من النوع الأول (Slurry) يوميا أو 700000 جالون من النوع الثانى (Log) . هذه الكمية حوالى 2700 أو 780 قدم فدان سنويا. محطة توليد موهافى المنتجة ل 1580 ميجاوات الواقعة بنيفادا تمتلك أطول خط انابيب من النوع الأول (Slurry) بطول 273 ميل. منذ عام 1969 وحتى 2005، تم إستهلاك حوالى 4500 قدم قدان من الماء لحمل 5 ملايين طن من الفحم إلى المحطة. تم غلق المحطة في ديسمبر 2005 بسبب استخدام الفحم.

## روابط خارجية
- Coal Log Fuel Pipeline Transportation System BROKEN LINK (PDF)
- Facts about Coal Log Pipelines
- ‘Two scenarios' for facility's future